# Żółta taksówka
Żółta taksówka – singel polskiej piosenkarki Darii Zawiałow z jej trzeciego solowego albumu studyjnego, zatytułowanego Wojny i noce. Singel został wydany 14 maja 2021.
Nagranie otrzymało w Polsce status złotego singla, przekraczając liczbę 25 tysięcy sprzedanych kopii.

## Geneza utworu i historia wydania
Piosenka została napisana i skomponowana przez Darię Zawiałow, Michała Kusza i Piotra Rubika.
Singel ukazał się w formacie digital download 14 maja 2021 w Polsce za pośrednictwem wytwórni płytowej Sony Music Entertainment Poland. Piosenka została umieszczona na trzecim albumie studyjnym Zawiałow – Wojny i noce.

## Lista utworów
- Digital download[2]

1. „Żółta taksówka” – 4:07

## Certyfikaty
| Kraj          | Certyfikat  | Sprzedaż |
| ------------- | ----------- | -------- |
| Polska (ZPAV) | złota płyta | 25 000+  |